# محمد يسري
محمد يسري (10 أغسطس 1989 -) ممثل مصري.

## حياته
هو ابن الفنان إبراهيم يسري، وشقيقته هنا يسري مغنية وممثلة، أحب التمثيل منذ الصغر بالرغم من معارضة والده المستمرة لامتهانه مهنة التمثيل، أنهى دراسة التجارة الخارجية ثم تفرغ للتمثيل. عمل في أكثر من مسلسل، وبرزت موهبته في مسلسل (شمس يوم جديد) مع عبد المنعم مدبولي، وشارك بعدها في عدة أعمال منها (قاتل بلا أجر، الداعية، سيرة حب). ثم اتجه الي التمثيل عالميا وشارك في فيلم "The Nile Hilton Incident" الحاصل علي جائزة أفضل فيلم من مهرجان صاندانس العالمي. انتقل محمد الي لندن ليصبح عضوا بنقابة المهن التمثيلية في إنجلترا وشارك في أعمال خارج وداخل مصر.

## أعماله

### مسلسلات
- نجيب زاهي زركش:2021- مؤنس
- ضل راجل: سليم
- أبواب الشك:2018-شادي
- بين عالمين:2017-كريم
- السرايا:2017-يوسف
- سيرة حب:2014-تامر
- الداعية:2013-رامي
- قاتل بلا أجر:2009-مجدي
- المحطة اكشن نيوز:2008-وائل
- القرار:2007-تامر
- شمس يوم جديد:2003-هاني
- افتح قلبك:1999-كريم
- قال أقوله:1999-

### أفلام
- ليل خارجي:2018-الضابط
- كارما:2018-
- حادث النيل هيلتون:2017-مومو
- الكبار:2010-محمود الدهشوري
- و هزمتنى امرأه:1999-

### أخرى
- على فين:2009-الشيخ
- دستور يا سيده:2008-علي
- وجهي القمر:1996-طفل
- سلام يا أحلام-طفل
- مساء الفن:2016-ضيف